# Manat azero
Il manat (in azero  manatı, манат, منات) è la valuta ufficiale dell'Azerbaigian. È suddiviso in 100 qepik (in azero  qəpik, гяпиков).
Il suo codice ISO 4217 è AZN. Il simbolo del manat, , ha una codifica Unicode dal 2013. (U+20BC); le abbreviazioni m, man. e ман. possono essere usate invece del simbolo.
Il manat è esistito in altre due forme:
- tra il 1919 e il 1923 è stato la valuta della Repubblica Democratica di Azerbaigian e della Repubblica socialista sovietica azera;
- tra il 15 agosto 1992 e il 31 dicembre 2005 è stata la valuta dell'Azerbaigian ed aveva il codice ISO 4217 AZM.

## Etimologia
La parola manat è stata presa in prestito dalla parola russa "монета" (moneta) pronunciata come "maneta". Manat era anche il nome del rublo sovietico sia in lingua azera che in lingua turkmena.

## Storia

### Il primo manat
La prima versione del manat fu introdotta nel 1919, al momento del distacco dell'Azerbaigian dalla Repubblica Federale Democratica Transcaucasica, sostituendo alla pari la prima versione del rublo transcaucasico.
Non aveva suddivisioni e fu emesso unicamente come banconote:
- 25, 50, 100, 250 e 500 manat (dalla Repubblica Democratica)
- 50, 100, 1.000, 5.000, 10.000, 25.000, 50.000, 100.000, 250.000, 1.000.000 e 5.000.000 di manat (dalla RSS)

Fu sostituito dalla seconda versione del rublo transcaucasico quando, nel 1923, la RSS Azera conflui nella Repubblica socialista sovietica federativa Transcaucasica.

### Il secondo manat
La seconda versione del manat fu introdotta nel 1992 all'indomani del distacco dall'URSS dell'Azerbaigian sostituendo il rublo sovietico con un cambio di 10 rubli per 1 manat. Era suddiviso in 100 qepik.
Le banconote in circolazione furono da 1, 5, 10, 50, 100, 250, 500, 1.000, 10.000 e 50.000 manat. I tagli fino a 250 manat raffiguravano la Torre della damigella (Qiz Qalasi) a Baku.
Le monete furono coniate nei tagli da 5, 10, 20 e 50 qepik. Nel 1992 furono prodotte in ottone e cupronichel, nel 1993 solo in alluminio, successivamente caddero in disuso a causa dell'inflazione.

### Il nuovo manat
Il 1º gennaio 2006 fu emesso un 1 nuovo manat (ISO 4217 AZN) al valore di 5000 vecchi manat. Dal 1º ottobre 2005 i prezzi erano indicati in entrambe le valute per agevolare la transizione. Fu preservata anche la suddivisione in 100 qepik.

#### Banconote
Le banconote in circolazione sono da 1, 5, 10, 20, 50 e 100, 200 manat. Sono state disegnate dall'austriaco Robert Kalina, che ha anche disegnato le attuali banconote in euro, pertanto i manat sono simili agli euro e la scelta dei motivi è stata ispirata da quelli delle banconote della valuta europea.
La banconota da 1 manat simboleggia la ricca cultura tradizionale azera e la sua cultura moderna. Mostra immagini di strumenti della musica folk sul fronte, con ornamenti degli antichi tappeti azeri sul retro.
La banconota da 5 manat simboleggia i contributi dell'Azerbaigian alla letteratura mondiale. Sul fronte sono raffigurati antichi scrittori, poeti e opere azere, mentre sul retro ci sono disegni di Qobustan, esempi di scritti Orkhon e lettere dell'alfabeto contemporaneo azero.
La banconota da 10 manat simboleggia le antiche tradizioni azere dello stato e della sua ricca storia, recando immagini di Baku, del Palazzo degli Shirvanshah e della Torre della Vergine, su uno sfondo del muro della Città Vecchia sul fronte; sul retro ci sono ornamenti degli antichi tappeti azeri e una cartina che mostra l'integrazione dell'Azerbaigian in Europa.
La banconota da 20 manat simboleggia il principale obiettivo dell'attuale politica estera azera, cioè l'integrità territoriale del Paese, come ad esempio in caso Nagorno-Karabakh con l'Armenia. Sul fronte sono mostrati i simboli del potere (una spada, un elmo e uno scudo), mentre sul retro c'è il simbolo della pace (harybulbul), insieme alla mappa mostrata anche sulla banconota da 10 manat.
La banconota da 50 manat simboleggia l'istruzione azera e il suo futuro, mostrando la gioventù, le scale (come simbolo di progresso), il sole (simbolo di forza e luce) e simboli matematici e chimici (come simboli della scienza) sul fronte, mentre sul retro ci sono ancora le caratteristiche dei tappeti azeri e la mappa europea.
Infine, la banconota da 100 manat simboleggia lo sviluppo economico dell'Azerbaigian e il suo status di nazione fiorente. Ci sono simboli architettonici antichi e moderni, il simbolo del manat (una M stilizzata) e i simboli della crescita economica; sul retro ci sono le caratteristiche delle banconote da 50, 20 e 10 manat.

#### Monete
Le monete in circolazione appaiono nei tagli da 1, 3, 5, 10, 20 e 50 qepik (l'ultimo è bimetallico, simile alla moneta da 2€).